# Organic Process Research & Development
Organic Process Research & Development (відповідно до стандарту ISO 4 у цитатуванны літератури скорочено Org. Process Res. Dev.) — науковий журнал, який видається Американським хімічним товариством і наразі виходить щомісяця. Перше видання вийшло в 1997 році. Публікуються статті, які стосуються різних питань хімії процесів.
Імпакт-фактор у 2021 році становив 3,858.  Згідно зі статистичними даними ISI Web of Knowledge, у 2014 році журнал посів 13 місце з 70 журналів в категорії Прикладна хімія і 18 місце з 57 журналів у категорії Органічна хімія.
Нинішнім головним редактором є німецький хімік Dr. Кай Россен. 